# طفولیت ماکسیم گورکی
طفولیت ماکسیم گورکی (روسی: Детство Горького) فیلمی در سبک زندگینامه ای و محصول سال ۱۹۳۸ است که بر اساس اولین قسمت از زندگی‌نامه سه قسمتی ماکسیم گورکی، نویسنده روسی و شوروی، کودکی من (منتشر شده ۱۹۱۳–۱۹۱۴) است. این فیلم سال‌های اولیه زندگی الکسی پیشکوف، معروف به ماکسیم گورکی، نویسندهٔ مشهور شوروی را نشان می‌دهد و مخاطب را با سرگذشت الکسی در خانه پدربزرگ و مادربزرگ مادری‌اش در شهر نیژنی نووگورود آشنا می‌کند. الکسی با اعضای خانواده، کارگران کارخانه رنگ‌سازی پدربزرگش و کودکان یتیم محلی ارتباط برقرار می‌کند که همگی بر او تأثیر می‌گذارند.
این فیلم در سال ۱۹۳۹ و به دنبال آن دو فیلم قسمت‌های دوم و سوم زندگی‌نامه او را پوشش می‌دهند:
- گورکی۲: شاگردی من (بر اساس در جهان، انتشار ۱۹۱۶)
- گورکی۳: دانشکده‌های من (بر اساس دانشگاه‌های من، چاپ ۱۹۲۳).